# Henry Thomas Harrison
Henry Thomas Harrison (né le 23 avril 1832 à Nashville et mort le 28 octobre 1923 à Covington), souvent connu simplement sous le nom de « Harrison », est un espion pour les confédéré pendant la guerre de Sécession, notamment au service du lieutenant-général confédéré James Longstreet.
Il est surtout notable pour avoir fourni des informations à Longstreet et au général Robert Lee lors de la campagne de Gettysburg, ce qui conduit Lee à converger vers Gettysburg, en Pennsylvanie, provoquant ainsi la bataille de Gettysburg en juillet 1863.